# Liliana Ragusa Gilli
Liliana Ragusa Gilli (Roma, 26 agosto 1919 – Roma, 17 luglio 2007) è stata una matematica e insegnante italiana.

## Biografia
Innovatrice della didattica della matematica rivolta a tutti, piccoli e grandi, intuitivi e no, logici e impulsivi.
La matematica, una disciplina che ha spaventato moltissimi alunni, spingendoli al rifiuto e all’abbandono, diventa quasi un gioco: i poligoni si muovono, si deformano.
Non è solo calcolo, tutte le osservazioni sono importanti per costruire insieme le figure geometriche e per determinarne le proprietà. Fondamentali nella sua formazione sono stati l’insegnamento al Convitto nazionale reduci e le trasmissioni Telescuola, programma della Rai rivolto a studenti di ogni età.
Ha lavorato nel gruppo CNR con Emma Castelnuovo (che conobbe a casa del professor Viola, collega del padre di Emma e che nel 1943 favorì la latitanza della sua famiglia durante la persecuzione degli ebrei a Roma), Ugo Pampallona, Lina Mancini Proia, Ida Sacchetti e Michele Pellerey.

## Opere
- Che cos'è la statistica Di Ugo Pampallona, Ragusa Gilli Liliana edito da Loescher, 1968
- Il maestro e l'informatica. Esperienze e proposte per la scuola elementare di Fasano Petroni Margherita, Ragusa Gilli Liliana, Bochieri Gentili Rosa edito da La Nuova Italia, 1983
- Geometria dall'esperienza al gioco: 1 di Ferruccio Rohr, Ragusa Gilli Liliana, Ida Sacchetti edito da Giunti & Lisciani, 1990
- Geometria dall'esperienza al gioco 2 di Ferruccio Rohr, Ragusa Gilli Liliana, Ida Sacchetti edito da Giunti & Lisciani, 1990

## Traduzioni
- Tobias Dantzig, Il numero: linguaggio della scienza, collana Didattica viva, traduzione di Liliana Ragusa Gilli, Firenze, La Nuova Italia, 1985, ISBN 8822102290.
- Richard Courant, Herbert Robbins, Che cos'è la matematica?, traduzione di Liliana Ragusa Gilli, 1ª ed. italiana, dalla 3ª edizione orig. (ottobre 1945), Einaudi, 1950,  p. 754.
- Peierls Rudolf Ernst, Le leggi della natura, traduzione di Liliana Ragusa Gilli, Torino, Paolo Boringhieri, 1960.

| Controllo di autorità | VIAF (EN) 203507546 · SBN CFIV070634 |